# Операция «Горячая зима»
Операция «Горячая зима» (ивр. מבצע חורף חם‎, Мивца Хореф Хам) — военная операция, проводившаяся Армией обороны Израиля в секторе Газа с 29 февраля по 3 марта 2008 года. Заявленной целью операции было уничтожение ракетных установок и ракет, которыми вёлся обстрел израильской территории. За два дня накануне операции с территории сектора Газа по Израилю, в основном, по городам Сдерот и Ашкелон было выпущено более 60 ракет «Кассам» и «Град», что привело к гибели 1 и ранению 5 человек. Операция привела к более сотни жертв с палестинской стороны и к 2 жертвам с израильской стороны.
В операции участвовали около 2 тыс. военнослужащих из бригады «Гивати» и инженерных войск. Применялись самолёты и вертолёты ВВС Израиля. Авиаудары были нанесены в том числе по дому и резиденции премьер-министра правительства ХАМАС Исмаила Хании. В ходе операции силам ЦАХАЛа удалось захватить город Джабалия, где они натолкнулись на ожесточённое сопротивление со стороны боевиков ХАМАС.
Несмотря на действия израильских сил, уже в ходе операции, только с 1 марта на утро 3 марта с территории сектора произведено 29 обстрелов (104 ракеты). В результате попаданий ракет «Кассам» и «Град» в жилые дома в Сдероте и Ашкелоне 12 человек, в том числе дети, были ранены.

## Жертвы
Израиль
В ходе операции израильская армия потеряла 2 человека убитыми и 8 ранеными.
Палестинцы
В начале операции, 29 февраля 2008 года, заместитель министра обороны Израиля Матан Вильнаи заявил:

По мере роста ракетных обстрелов и их дальности… они [палестинцы] навлекают на себя всё больший Холокост, потому как мы будем использовать всю нашу мощь любым подходящим нам способом.

Позднее его пресс-секретарь пытался объяснить, что Вильнаи использовал ивритское слово «шоа», имея в виду трагедию и разрушения, которые навлекают себя арабы, усиливая обстрелы Израиля, но было уже поздно: британская газета «Guardian» и другие СМИ уже рассказали о намерении израильского министерства обороны совершить Холокост в Газе. Воспользовался этим выражением и председатель автономии Абу-Мазен. Следует заметить что ивритское слово Шоа (Shoah, שׁוֹאָה), употреблённое Вильнаи, как правило ассоциируется со словом Холокост и вне этого значения применяется крайне редко.
Операция сопровождалась значительными жертвами с палестинской стороны. Всего погибло как минимум 112 человек. По палестинским данным, жертвами боевых действий стали 118 человек, ещё около 300 получили ранения.
По данным израильской правозащитной организации Бецелем 54 из погибших были гражданскими лицами, не принимающими участие в боях, а 26 несовершеннолетними.
Согласно информации предоставленной ЦАХАЛем, «за три дня операции в Газе были убиты около 100 террористов». Согласно порталу newsru.co.il данная информация подтверждается и палестинскими агентствами «Maan» и «IMEMC», публиковавшими подробные данные о погибших. На сайте агентства «Maan» при этом сообщается о 98 палестинцах погибших в ходе операции на 2 марта, при этом указывается, что по крайней мере, 16 из них точно были боевиками.
Согласно израильской военной разведке АМАН, «во время операции палестинские террористы использовали свои семьи в качестве „живого щита“». Утверждается, что, перед ударом по мастерской или складу с оружием с воздуха разбрасывались листовки на территории, подлежащей «зачистке», в которых армия просила гражданское население покинуть опасную зону. Источники в армии Израиля утверждают, что эти листовки имели обратный эффект. «Террористы» поднимали на крышу своих детей, чтобы предотвратить атаки израильских ВВС и по этой причине были отменены бомбардировки ряда объектов, поскольку на их крышах находились дети.
По палестинским данным за один только день 1 марта в секторе Газа погибло около 60 человек (в том числе не менее 12 мирных жителей) и 120 получили ранения, в связи с чем организация ХАМАС объявила трёхдневный траур.
По израильским оценкам в ходе боевых действий уничтожено 110 и задержано 80 боевиков.
По заявлению главы израильской военной разведки Амоса Ядлина (2 марта) в ходе боевых действий уничтожены пять военных специалистов из Ирана и Сирии.

## Оценки
Согласно радиостанции «Решет Бет», 80 % жителей Израиля поддержали решение правительства о начале полномасштабной операции в секторе Газа.
Мэр Ашкелона Рони Масри заявил 2 марта 2008: «У нас здесь идёт война. И до тех пор, пока ЦАХАЛ действует в секторе Газа, делая все возможное для прекращения ракетных обстрелов, жители Ашкелона готовы терпеть обстрелы и поддерживать армию».
По словам вице-премьера Израиля Хаима Рамона: «операция принесла результаты. Среди террористов ХАМАС есть десятки погибших, и это, безусловно, создаёт фактор сдерживания».
Палестинская национальная администрация отреагировала на боевые действия крайне жёстко, заявив о прекращении мирных переговоров с Израилем. Премьер-министр Палестины Махмуд Аббас охарактеризовал действия израильской армии как «новый Холокост».
Движение Хамас провозгласило, что оно одержало победу над израильскими силами и устроило митинг в Газе. На похоронах боевиков, погибших в ходе операции, через громкоговорители проигрывалась запись со словами «Агрессоры бежали и еврейская армия была побеждена!».
Ряд стран и международных организаций, в том числе ООН,США и ЕС выразили озабоченность ситуацией, призвали Израиль проявлять сдержанность, не применять силу непропорционально и стараться не допускать жертв среди палестинских гражданских лиц. Генеральный секретарь ООН Пан Ги Мун осудил Израиль за «чрезмерное и непропорциональное применение силы».